# Centro Universitário de Valença
O Centro Universitário de Valença (UNIFAA) é uma instituição de ensino superior mantida pela Fundação Educacional Dom André Arcoverde (FAA), sediada em Valença, no sul do estado do Rio de Janeiro.
Antes conhecido como Centro de Ensino Superior de Valença, transformou a educação de Valença e região por mais de três décadas, ganhou popularidade, se qualificou e ganhou prestígio de seus alunos e consequentemente do Ministério da Educação, ganhando assim, o título de melhor Centro de Ensino Superior do Brasil e, em 2019, tornou-se Centro Universitário de Valença.
A instituição de ensino foi fundada oficialmente em 1985, e atualmente abriga treze cursos de graduação presencial, oito cursos semipresenciais e 25 cursos à distância.
Além disso, é a única das duas citadas anteriormente, a obter o maior Centro de Simulação da América Latina.
O UNIFAA é atuante na participação do desenvolvimento da região de Valença.
Atualmente, a instituição é avaliada com nota 4 (em uma escala de 1 a 5) pelo Índice Geral de Cursos (IGC) — uma avaliação de abrangência nacional feita pelo Ministério da Educação.
Seu corpo dirigente é composto pelo Reitor prof. Dr. Marcio Martins; Vice-Reitora Professora Dr.ª Regina Petrillo; Pró-Reitor de Ensino Presencial, Prof. Douglas Machado Silva; Pró-Reitor de Ciências Médicas, Professor Dr. Rafael Moura de Almeida; Pró-Reitor de Extensão e Assuntos Comunitários e Pesquisa e Pós-graduação, Professor Doutorando Leandro Raider dos Santos e a Pró-Reitora de Ensino Digital, professora Dr.ª Michele Rodrigues Hemel.

## Campi
A instituição divide as suas atividades em três campi. Cada um deles reserva os prédios responsáveis pelo funcionamento dos respectivos cursos.